# Campolara
Campolara ist ein Ort und eine zur bevölkerungsarmen Region der Serranía Celtibérica gehörende Gemeinde (municipio) mit nur noch 48 Einwohnern (Stand: 2024) im Süden der spanischen Provinz Burgos in der Autonomen Gemeinschaft Kastilien-León.

## Lage und Klima
Das kleine Bergdorf Campolara liegt auf etwa 970 m Höhe am südwestlichen Rand der Berglandschaft der Sierra de la Demanda im Süden der Provinz Burgos. Die Entfernung nach Burgos beträgt ca. 41 km (Fahrtstrecke) in nordwestlicher Richtung; der nächstgrößere Ort ist die etwa 23 km südlich gelegene Kleinstadt Salas de los Infantes; sehenswert sind auch die Ruinen des Klosters San Pedro de Arlanza (knapp 15 km südwestlich), das mittelalterliche Städtchen Covarrubias (ca. 22 km südwestlich) und die nur ca. 6 km westlich gelegene westgotische Kirche Santa María de Quintanilla de las Viñas. Das Klima ist gemäßigt bis warm; Regen (ca. 560 mm/Jahr) fällt übers Jahr verteilt.

## Bevölkerungsentwicklung
| Jahr      | 1857 | 1900 | 1950 | 2000 | 2018 |
| Einwohner | 316  | 335  | 361  | 97   | 61   |

Die Mechanisierung der Landwirtschaft und die Aufgabe bäuerlicher Kleinbetriebe haben seit den 1950er Jahren zu einem Mangel an Arbeitsplätzen und in der Folge zu einer Abwanderung eines Großteils der Bevölkerung in die größeren Städte geführt (Landflucht).

## Wirtschaft
Die Einwohner von Campolara leben im Wesentlichen von der Viehzucht, d. h. von der Milch- und Käsewirtschaft; Ackerbau war und ist aufgrund der kalten und felsigen Höhenlage nur in begrenztem Umfang möglich. In den letzten Jahrzehnten spielt auch der Tourismus (Tagesausflügler und Vermietung von Ferienwohnungen) eine zunehmend wichtige Rolle im Wirtschaftsleben der kleinen Berggemeinde.

## Geschichte
Über die Geschichte Campolaras ist kaum etwas bekannt. Der Ort war wahrscheinlich schon im Mittelalter besiedelt; er gehörte zur historisch bedeutsamen Landschaft der Tierra de Lara.

## Sehenswürdigkeiten
- Die Kirche des Ortes ist der hl. Katharina von Alexandrien geweiht. Der schlichte nahezu fensterlose Bau hat einen Glockenturm (campanario) im Westen und ein einfaches Renaissance-Portal auf der Südseite.
- Am Ortsrand befindet sich eine Quelle mit zwei hintereinander in den Boden eingelassenen Waschplätzen (lavaderos), die aber auch als Viehtränken (abrevaderos) genutzt wurden.